# Vergeltungswaffe

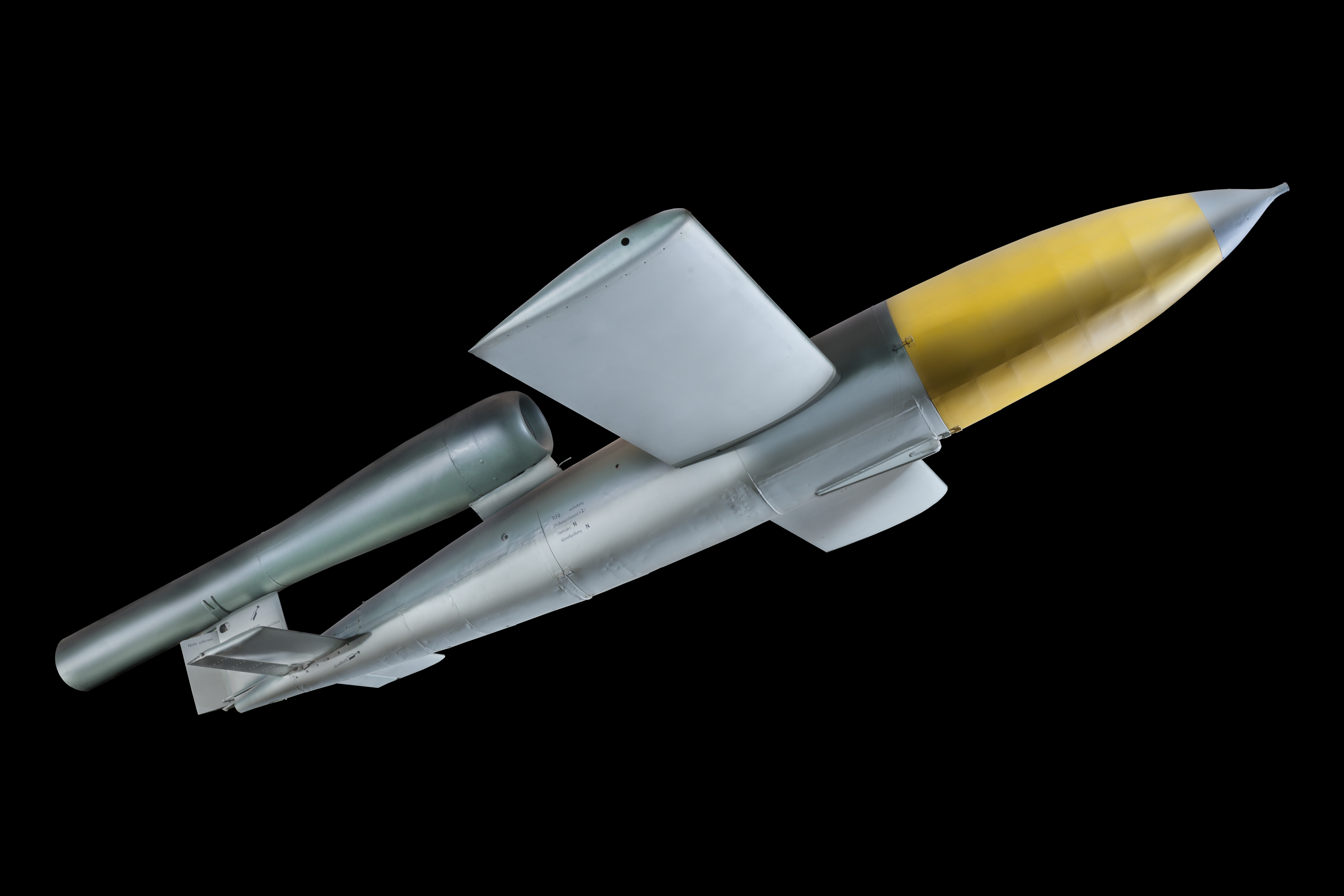
Vergeltungswaffe V1 (Fi 103)

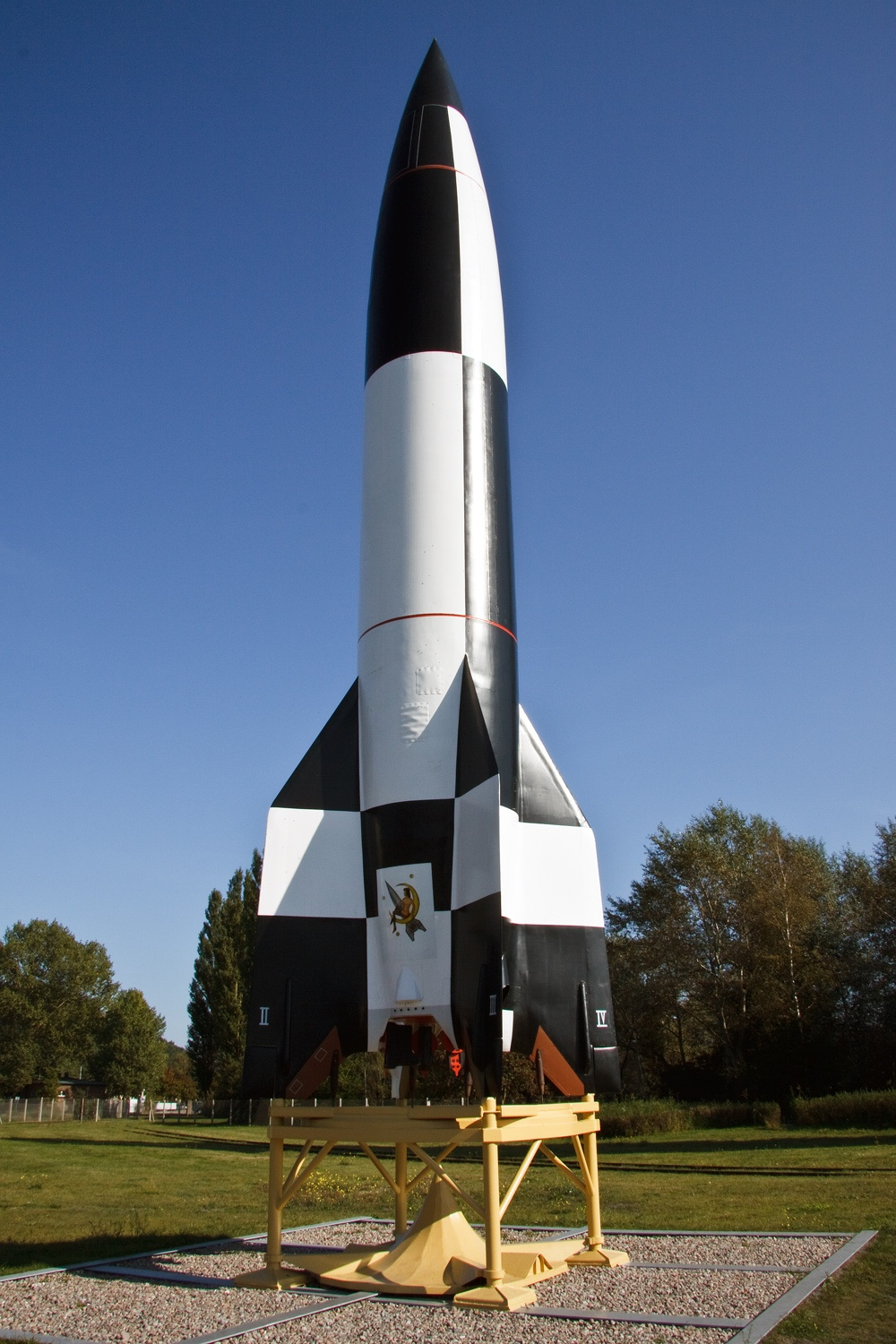
Vergeltungswaffe V2

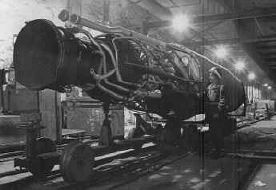
Im Kohnsteintunnel entdeckten Angehörige der US-Army am 3. Juli 1945 etwa 250 V2-Raketen

Als Vergeltungswaffen, oder kurz V-Waffen, bezeichnete man in der Zeit des Nationalsozialismus in Deutschland insbesondere den Marschflugkörper Fieseler Fi 103 (V1), die Rakete Aggregat 4 (V2) und die Kanone V3. Im Einsatz wurden diese Waffensysteme gegen großflächige zivile Ziele abgefeuert, insbesondere im Raum London sowie in Belgien.

## Beschreibung
Mit den Vergeltungswaffen wollte man aus deutscher Sicht Vergeltung für die Zerstörung deutscher Städte durch englische und amerikanische Bombergeschwader üben. Wie bei diesen alliierten Luftangriffen, wurden auch beim Einsatz der V-Waffen Opfer unter der Zivilbevölkerung bewusst in Kauf genommen. In der Endphase des Krieges wurden V-Waffen vornehmlich für Angriffe auf Antwerpen und Lüttich verwendet, um den Nachschub der alliierten Truppen an der Westfront zu stören.
V-Waffen waren unter anderem:
- V1 – Marschflugkörper Fieseler Fi 103
- V2 – Kurzstreckenrakete Aggregat 4
- V3 – Kanone V3
- V4 – Kurzstreckenrakete Rheinbote
- V5 – 28-cm-Kanone 5 (E) mit Glattrohr und Peenemünder Pfeilgeschossen
- V6 – Abgeänderte Ausführung der 80-cm-Kanone (E)

Weiter werden manchmal auch das Reichenberg-Gerät sowie die „Amerikarakete“ Aggregat 10 zu den V-Waffen gezählt. Die V-Waffen sollten als „Wunderwaffen“ eine entscheidende Wende im Zweiten Weltkrieg erzwingen, doch war ihre militärisch-strategische Wirkung aufgrund fehlender Zielgenauigkeit sehr gering. Zwar steckten insbesondere hinter der V1 (erster Marschflugkörper) und der V2 (erste Großrakete) zukunftsweisende Ideen, jedoch stand deren Entwicklung noch ganz am Anfang und somit waren sie für den militärischen Gebrauch ungeeignet. Hinzu kamen die alliierten Gegenmaßnahmen der Operation Crossbow, die sich gegen sämtliche Bereiche der V-Waffen-Herstellung, des Transports und des Einsatzes richtete.
Die psychologischen Wirkungen – gefördert durch NS-Propaganda – waren enorm: Bei der deutschen Bevölkerung wurde der Glaube an einen möglichen Endsieg gestärkt, ebenso in England und Belgien – den Hauptzielen der V-Waffen – der Glaube an die Notwendigkeit eines Sieges über das NS-Regime.

## V-Waffenplanung
Gefordert (General Hüther) für die V-Waffen war zuerst eine Reichweite von 160 km, die dann auf eine Reichweite von 250 km erweitert wurde. 160 km ist die Entfernung von der Kanalküste bis nach London. Die V 1 und V 2 hatten eine Reichweite von 250 km, weil zum Einsatzzeitpunkt keine Abschussmöglichkeiten an der Kanalküste mehr vorhanden waren. Weiter gefordert war eine Sprengladung von 800 kg in ein Flächenziel mit den Ausmaßen 20 × 10 km, wobei mindestens 80 % aller Treffer in diesem Bereich liegen mussten. „Dieses Flächenziel entsprach, nachdem man sich zu dem Einsatz von Vergeltungswaffen für die völkerrechtswidrigen Bombenangriffe entschlossen hatte, in seiner Größe der Flächenausdehnung in London.“
Parallel zur Entwicklung des A 4-Gerätes wurden in mehr als zehn Versuchsreihen auch mehrstufige (bis 4 Stufen) Raketen erprobt (Rh-Z-V 1 bis Rh-Z-V 25). Die Entwicklung einer gelenkten Flakrakete ergab sich aus Untersuchungen zur Effektivität von Flak-Kanonen, die etwa 5000 Schuss zum Abschuss eines einzigen Flugzeugs benötigen. Die Wirkladung einer Flakrakete sollte durch einen Annäherungszünder ausgelöst werden. Zum Einsatz kam keine der entwickelten Flakraketen. Aus heutiger Sichtweise (2024) war dies ein geradezu revolutionärer Ansatz, bei dem auch eine Zielauffassung mit optischen, akustischen, infrarot oder reflektierenden elektrischen Wellen untersucht wurde.
| Tarnbezeichnung | Raketengewicht | Raktenlänge | maximale Geschwindigkeit | Sprengladung | Reichweite | Gipfelhöhe | Bauweise     |
| --------------- | -------------- | ----------- | ------------------------ | ------------ | ---------- | ---------- | ------------ |
| Wasserfall      | 3500 kg        | 7,8 m       | 660 m/s                  | 150 kg       | 30 km      |            | Kreuzflügler |
| Enzian          | 1980 kg        | 3,5 m       | (unbekannt)              | 150 kg       |            | 13 500 m   | Ebenflügler  |
| Rheintochter    | 1250 kg        | 5,4 m       | 300 m/s                  | 150 kg       |            | 18 000 m   | Kreuzflügler |
| Schmetterling   | 450 kg         | 3,75 m      | 265 m/s                  | 40 kg        |            | 15 000 m   | Ebenflügler  |

## Nachrichtendienstliche Bedeutung
Die Vergeltungswaffen waren von großem Interesse für deutsche und alliierte Geheimdienste. Trotz der sehr verschiedenen Hintergründe in Entwicklung und Produktion wurden insbesondere V1 und V2 von beiden Seiten in weiten Teilen parallel behandelt.
In britischen Geheimdienstkreisen wurde die Möglichkeit eines Einsatzes weitreichender deutscher Raketen spätestens im Oktober 1939 behandelt, auch wegen eigener Versuche in diese Richtung in den Jahren zuvor. Erste konkrete Hinweise gab im November 1939 der Oslo-Report, der vor allem den Entwicklungsstandort Peenemünde korrekt angab. Allerdings schenkten britische Aufklärungsstellen dem Dokument wenig Glauben. Ähnlich wurden abgehörte Gespräche deutscher Kriegsgefangenen kaum beachtet, in denen sowohl von Gleitbomben als auch von Raketen die Rede war. Hintergrund für diese Haltung dürfte die Konzentration auf die konventionelle Luftkriegsführung und deren nachrichtendienstliche Behandlung während der Luftschlacht um England gewesen sein.
Beginnend mit dem Dezember 1942 steigerte sich der auf britischer Seite eingehende Informationsfluss sowohl durch Agenten und Informanten im Reichsgebiet als auch durch abgehörte und bespitzelte Kriegsgefangene. Daraufhin vorgenommene Aufklärungsflüge über Peenemünde brachten zunächst jedoch keine Erkenntnisse. Entscheidend dafür, dass die Briten die Bedrohung durch die V-Waffen ernst nahmen, dürfte ein belauschtes Gespräch zwischen den gefangenen Generälen Wilhelm von Thoma und Ludwig Crüwell sowie Kapitänleutnant Hans Diedrich von Tiesenhausen am 22. März 1943 gewesen sein. Insbesondere von Thoma wurde von den Briten als hochintelligent und gut informiert eingeschätzt. Daraufhin setzte sich vor allem der Geheimdienstoffizier Reginald Victor Jones für eine gezielte Nachforschung nach den V-Waffen ein. Parallel legte der Vizechef des Imperialen Generalstabs, Archibald Edward Nye, dem Gremium einen Bericht vor, der erstmals alle Erkenntnisse über die V-Waffen bündelte. Auf diesem Weg wurde auch Winston Churchill darüber informiert. Dieser beauftragte im April 1943 Duncan Sandys mit der gezielten Auswertung von Erkenntnissen über die gegnerischen Langstreckenwaffen und dem Entwurf von Gegenmaßnahmen.
In den folgenden Monaten richteten die britischen Nachrichtendienste alle Formen der Informationsbeschaffung stärker auf die V-Waffen aus und bewerteten vorhandenes Material unter diesem Gesichtspunkt neu. Am 29. Juni 1943 legte Sandys dem britischen Verteidigungskomitee einen Bericht vor, der insbesondere Teile des V2-Programms korrekt darstellte, aber auch einige falsche und übertriebene Angaben enthielt und die V1 nur am Rande behandelte. Zwar vermuteten einige Mitglieder des Komitees einen deutschen Täuschungsversuch, nach einer energischen Debatte beschloss das Gremium schließlich, Peenemünde bombardieren zu lassen. In der Nacht zum 18. August 1943 wurde dies als Operation Hydra umgesetzt.
Ebenfalls im Sommer 1943 begannen Vorbereitungen den innenpolitischen Umgang mit möglichen Einschlägen deutscher Langstreckenwaffen. Dabei wurden die möglichen Folgen eines Beschusses weitaus höher eingeschätzt als sie sich später darstellten. Erwartet wurden jeweils bis zu 100.000 Tote und Schwerverletzte innerhalb eines Monats. Ein Komitee unter der Leitung von Samuel Findlater Stewart entwarf Vorschläge zu einer Verminderung der psychologischen Wirkung und der gegnerischen Fähigkeit zur Bewertung seines Waffenerfolgs. So sollte der Presse für 48 Stunden eine Berichterstattung über Einschläge untersagt werden. Nach dem Beginn des Beschusses mit V1 Mitte 1944 wurde diese Informationssperre jedoch zunächst unbegrenzt ausgeweitet und festgelegt, dass auch nach dem Ende dieser Sperre keine exakten Angaben über Einschlagsorte und Opferzahlen öffentlich werden sollten. Nach dem Beginn des V2-Beschusses im September 1944 wurde die Nachrichtensperre dann für rund zwei Monate eingehalten.
Im September 1943 gewannen die Briten ein klareres Bild der technischen Unterschiede von V1 und V2. Daraufhin ging die Behandlung der V1 an das Luftfahrtministerium über, während Sandys sich weiter mit der V2 befasste und dazu eine Gruppe aus Wissenschaftlern zur Verfügung gestellt bekam.
Parallel erarbeiteten sich die Briten einen zunehmend besseren Informationsstand über die deutschen Langstreckenwaffen, der schnell in Operationen umgesetzt wurde. So erfolgten am 27. August und am 7. September 1943 erste Luftangriffe auf die geplante V2-Startrampe Blockhaus d’Éperlecques. Auch die Strukturen des V1-Programms wurden immer besser bekannt, so dass inzwischen auch die Funkaufklärung von damit betreuten Truppenteilen Ergebnisse erbrachte. Im November 1943 wurde Sandys von seinen Aufgaben abgelöst und seine Arbeitsgruppe unter der Leitung von Norman Bottomley dem Joint Intelligence Committee unterstellt, wo sie die Grundlage für die Operation Crossbow bildete. Auch Crossbow wurde von umfangreichen nachrichtendienstlichen Aktivitäten begleitet. Eine besondere Rolle spielten dabei Informanten und Agenten, sowohl in den Reihen der Deutschen als auch in der belgischen und französischen Zivilbevölkerung, sowie die Auswertung von Luftbildern. Die Bekämpfung von Abschussanlagen und Munitionslagern erhielt einen größeren Stellenwert, aber auch Produktionsorte der V-Waffen wurden weiter angegriffen.
Von Frühjahr 1944 an und insbesondere mit dem im Juni des Jahres beginnenden Beschuss stand die V1 im Brennpunkt des alliierten Aufklärungsinteresses. Parallel verbesserte sich aber auch der Informationsstand zur V2.
Den geheimdienstlichen Schutz der Abschusseinrichtungen in Nordfrankreich, also die Gegenspionage bezüglich Agenten der Alliierten, übernahm 1943 die Abwehrstelle Arras. Seit Oktober war diese Abwehrstelle auch im Bergischen Land, in der Eifel, in Westfalen und in den Niederlanden tätig.
Nach dem Beginn des V2-Einsatzes gelang die britische Informationssperre nur teilweise. Mündlich weitergetragene Berichte machten schnell die Runde in London und in der US-amerikanischen Presse erschien drei Tage nach dem Einschlag der ersten V2 eine entsprechende Meldung. Der Begriff „V2“ war indes in der britischen Presse bereits seit dem Sommer 1944 geläufig und auch die Einordnung als Raketenwaffe. Nachdem das Oberkommando der Wehrmacht am 8. November den Einsatz der V2 bekanntgegeben hatte und die Diskussion darüber in der Presse zunahm, räumte Churchill in einer Parlamentsansprache am 10. Dezember erstmals den Beschuss ein.
Die Operation Overcast (die gezielte Erbeutung deutscher Technik und technischer Unterlagen sowie die gezielte Gefangennahme deutscher Techniker und Ingenieure) richtete sich unter anderem auf die V-Waffen. Die Geheimhaltung der Operation und der gefundenen Dokumente sowie der Nimbus der V-Waffen im Verlauf des Krieges führten zu langjährigen Spekulationen über den Stand der Technik.